# The Power of Mind
The Power of Mind (в превод: Силата на ума) е първият музикален албум на хардрок и хевиметъл групата Интелиджънт Мюзик Проджект.
Композитор и автор на аранжимента, изпълнен с нови музикални структури, е Милен Врабевски. Вокалите се изпълняват от бившия вокалист на британската група Юрая Хийп – Джон Лоутън. На места китаристът Максим Горанов допълва изпълненията на Лоутън.

## Песни в албума[2]
1. Въведение
2. Сила на ума
3. Две сърца
4. Светлината на любовта
5. Макси рок
6. Приказка
7. Моето нещо е рокендролът
8. Търсенето (с Каролина Гочева)
9. Пролетта
10. В ритъм с теб
11. Сега аз знам
12. Нов ритъм
13. Любовта на света
14. Финал

## Музикални изпълнители[2]

### Основен състав
- Джон Лоутън – водещи вокали
- Максим Горанов – китара, беквокали
- Николай Кърджилов – бас
- Валери Конов – клавир
- Цветан Банов – барабани
- Милен Врабевски – клавир

### Гост изпълнители
- Росица Дяковска – вокал
- Ангел Заберски – пиано
- Плевенска филхармония с диригент Георги Красимиров